# Katie Crown
Katie Crown, née le 31 octobre 1985 à Oakville, dans l'Ontario, est une actrice et scénariste canadienne.

## Filmographie

### Actrice

#### Cinéma
- 2004 : Uranium : Joe Blow et le médecin
- 2005 : The Wrong Number : la voix automatique
- 2006 : True Love : une femme
- 2007 : Dakota : Melanie
- 2009 : Debt : voix additionnelles
- 2013 : Barbie : Rêve de danseuse étoile : Hailey
- 2013 : The Boyfriend Experience: Girls & Ribs : la petite-amie de Sam
- 2014 : Barbie et la Magie des perles :  Kuda
- 2014 : Cell Phone Party : l'ex-petite-amie
- 2015 : Clarence Shorts: Big Boy : Mary
- 2016 : Cigognes et compagnie : Tulip

#### Télévision
- 2006 : Missing : Disparus sans laisser de trace : Alice Walton (1 épisode)
- 2007 : The Jon Dore Television Show : la narratrice (1 épisode)
- 2007-2012 : Total Drama Island : Izzy (52 épisodes)
- 2009 : Hotbox (12 épisodes)
- 2009-2010 : Spliced : Patricia (10 épisodes)
- 2009-2011 : Stoked : Ça va surfer ! : Fin McCloud (40 épisodes)
- 2010 : Canadian Comedy Shorts : la petite-amie (1 épisode)
- 2012-2015 : Barbie : La Vie de la Dreamhouse : Teresa (29 épisodes)
- 2013 : $5,000 Video Adventure Time : voix additionnelles (4 épisodes)
- 2013-2016 :
- 2013 : Total Drama All Stars : Izzy (1 épisode)
- 2014-2015 : American Dad! : plusieurs personnages (3 épisodes)
- 2014-2015 : Kroll Show : Angela Mackenzie (3 épisodes)
- 2014-2016 : Bob's Burgers : Harley (2 épisodes)
- 2014-2016 : Clarence : Mlle Baker et Mary Wendell (56 épisodes)
- 2017 : Iris Opener : Iris

#### Ludographie
- 2013 : Aliens: Colonial Marines : Vivian Holmstrom et l'ordinateur Sulaco
- 2013 : Barbie Dreamhouse Party : Teresa

### Scénariste
- 2004-2005 : Cream of Comedy
- 2009 : Hotbox (10 épisodes)
- 2010 : Canadian Comedy Shorts (2 épisodes)
- 2015 : Clarence (8 épisodes)
- 2016 : Star vs. Les Forces de Evil (1 épisode)
- 2016 : Sanjay et Craig (7 épisodes)